# Betriebskraft
Die Betriebskraft im Zusammenhang mit der Montagevorspannkraft gibt die auf die Schraube statisch oder dynamisch wirkenden Kräfte an.
Bei dynamischer Belastung müssen immer die Maximalwerte in den Rechnungen verwendet werden!
Es wird zwischen der gesamten Betriebskraft und der Betriebskraft je Schraube unterschieden. Dabei liegt der Unterschied nur darin, dass sich die Gesamtbetriebskraft {\displaystyle F_{\mathrm {A} }} aus Multiplikation der Schraubenbetriebskraft {\displaystyle F_{\mathrm {AS} }} mit der Anzahl der Schrauben {\displaystyle z} ergibt:
{\displaystyle F_{\mathrm {A} }=z\cdot F_{\mathrm {AS} }} .
Im Allgemeinen ist die Betriebskraft nichts anderes, als die auf die zu fügenden Teile wirkende Kraft, die diese Teile auseinanderzutreiben versucht. Normalerweise ist dies eine Druckkraft auf eine Fläche (siehe Kolben oder Druckbehälter). Daraus ergibt sich für die gesamte Betriebskraft:
{\displaystyle F_{\mathrm {A} }=A\cdot p} mit {\displaystyle {A}} als Fläche und dem Druck {\displaystyle {p}}
Die Betriebskraft je Schraube ergibt sich wie oben schon beschrieben zu:
{\displaystyle F_{\mathrm {AS} }={\frac {F_{\mathrm {A} }\cdot S}{z}}} mit der Sicherheit {\displaystyle {S}} (von der Anwendung abhängig und meist in Normen gegeben)